# Carcharodopharyngidae
Carcharodopharyngidae är en familj av plattmaskar. Carcharodopharyngidae ingår i ordningen Dalytyphloplanida, klassen Rhabdocoela, fylumet plattmaskar och riket djur.